# Precedencja w Polsce
Precedencja w Polsce – porządek pierwszeństwa (witania, przemawiania, zajmowania miejsc) podczas oficjalnych spotkań władz państwowych. W Polsce nie ma aktu normatywnego, który ustanawiałby oficjalną precedencję stanowisk.

## Precedencja stanowisk umocowanych konstytucyjnie i kierowniczych państwowych[1]
1. Prezydent Rzeczypospolitej Polskiej
2. Marszałek Sejmu
3. Marszałek Senatu
4. Prezes Rady Ministrów
5. Wiceprezesi Rady Ministrów
6. Wicemarszałkowie Sejmu
7. Wicemarszałkowie Senatu
8. Ministrowie
9. Prezes Trybunału Konstytucyjnego
10. Pierwszy Prezes Sądu Najwyższego
11. Prezes Naczelnego Sądu Administracyjnego
12. Prezes Najwyższej Izby Kontroli
13. Rzecznik Praw Obywatelskich
14. Rzecznik Praw Dziecka
15. Prezes Instytutu Pamięci Narodowej
16. Przewodniczący komisji sejmowych
17. Przewodniczący komisji senackich
18. Posłowie
19. Senatorowie
20. Sekretarze Stanu
21. szef Kancelarii Prezydenta Rzeczypospolitej Polskiej
22. szef Kancelarii Prezesa Rady Ministrów
23. szefowie Kancelarii Sejmu i Senatu
24. Prezesi Sądu Najwyższego (poszczególne izby)
25. szef Sztabu Generalnego Wojska Polskiego
26. Podsekretarze stanu
27. wojewodowie
28. Zastępcy prezesów/przewodniczących urzędów, komitetów i komisji sprawujących funkcje naczelnych lub centralnych organów administracji państwowej
29. Dyrektorzy generalni

## Precedencja stanowisk administracji rządowej i samorządowej w województwie
1. wojewoda
2. marszałek województwa
3. przewodniczący sejmiku województwa
4. wicewojewodowie
5. prezes regionalnej izby obrachunkowej
6. prezes samorządowego kolegium odwoławczego
7. wiceprzewodniczący zarządu województwa
8. wiceprzewodniczący sejmiku województwa
9. członkowie zarządu województwa
10. radni województwa
11. dyrektor generalny urzędu wojewódzkiego
12. skarbnik województwa

## Precedencja stanowisk samorządowych w powiecie
1. starosta
2. przewodniczący rady powiatu
3. wicestarosta
4. wiceprzewodniczący rady powiatu
5. członkowie zarządu powiatu
6. radni powiatu
7. sekretarz powiatu
8. skarbnik powiatu

## Precedencja stanowisk w gminie/mieście
1. wójt/burmistrz/prezydent miasta
2. przewodniczący rady gminy/rady miejskiej (rady miasta)
3. zastępcy wójta/burmistrza/prezydenta miasta
4. wiceprzewodniczący rady gminy/rady miejskiej (rady miasta)
5. radni gminy/miasta
6. sekretarz gminy/miasta
7. skarbnik gminy/miasta
8. sołtysi, przewodniczący zarządu rady dzielnicy/rady osiedla
9. przewodniczący rady sołeckiej, przewodniczący rady dzielnicy/rady osiedla
10. wicesołtysi, wiceprzewodniczący zarządu rady dzielnicy/rady osiedla
11. wiceprzewodniczący rady sołeckiej, wiceprzewodniczący rady dzielnicy/rady osiedla
12. członkowie zarządu rady dzielnicy/rady osiedla
13. członkowie rady sołeckiej, członkowie rady dzielnicy/rady osiedla